# Acomodação (teologia)
A doutrina da acomodação é um conceito teológico, hermenêutico e retórico que busca acomodar a comunicação de uma mensagem ou fenômeno ao nível de compreensão de sua audiência. 
Na teológico está ligado à ideia cristã de revelação. A doutrina afirma que Deus, cujo ser é, de certa maneira, incognoscível, acomoda-se aos limites da linguagem humana de tal forma que possa ser compreendido pelos seres humanos. 
A acomodação bíblica refere-se a uma série de visões distintas na exegese bíblica ou na interpretação da Bíblia. Essas visões se referem amplamente à questão de saber se, ou em que medida, a Bíblia pode ser considerada literalmente verdadeira. Por exemplo, as narrativas de criação em Gênesis podem ser normalmente interpretadas como uma linguagem fenomenológica sob a perspectiva humana conforme o conhecimento científico disponível na época de sua composição, algo que não exclui o Big Bang ou a teoria da evolução das espécies  Assim, o autor estaria acomodando a origem do universo e da vida à sua audiência.
O conceito de acomodação bíblica está relacionado ao conceito mais amplo de acomodação ou condescendência. A revelação divina é ajustada ao nível intelectual e espiritual díspar da humanidade em diferentes momentos da história.